# Mary Millar

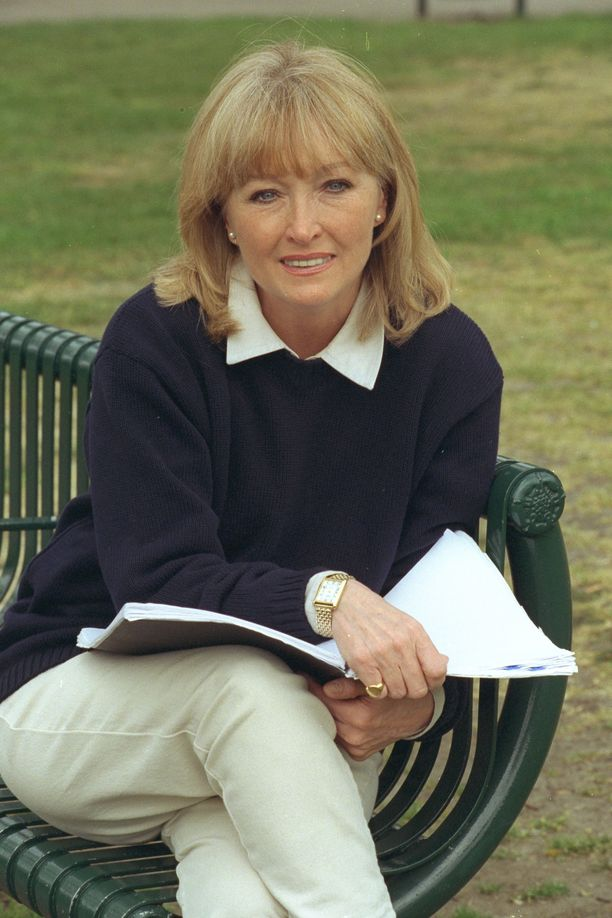
Mary Millar (1997)

Mary Millar (* 26. Juli 1936 in Doncaster; † 10. November 1998 in London, Geburtsname Irene May Wetton) war eine britische Schauspielerin und Sängerin. Bekanntheit erlangte sie als Darstellerin in einigen bekannten Musicals, unter anderem gehörte sie zum Originalcast der Aufführung von Andrew Lloyd Webbers Phantom der Oper, und in der Rolle der männerhungrigen Rose in der international erfolgreichen Sitcom Mehr Schein als Sein.

## Leben

### Privatleben
Millars Eltern waren beide beruflich als Sänger tätig. Zuerst wollte Millar Pferdetrainerin werden, jedoch entschied sie sich auf Anraten ihrer Eltern für eine Karriere auf der Bühne. Die praktizierende Christin war von 1967 bis zu ihrem Tod mit Rafael D. Frame verheiratet, aus der Ehe stammt ihre Tochter Lucy (* 1972). Im Januar 1998 wurde bei Millar Eierstockkrebs diagnostiziert, dem sie am 10. November 1998 erlag.

### Karriere
Millar debütierte am Londoner West End in kleineren Theatern Ende der 1950er Jahre. Vor einem großen Publikum spielte sie 1960 am New Yorker Broadway im Musical Camelot. Millar war dort die Zweitbesetzung für die Rolle der Königin Guinevere und vertrat hin und wieder Julie Andrews. Millar war im Laufe der 1960er und 1970er Jahre in der New Yorker und Londoner Theaterszene präsent. Eine ihrer größten Rollen spielte sie in Andrew Lloyd Webbers Musical Das Phantom der Oper. Dort spielte Millar die Madame Giry von der Uraufführung 1986 bis ins Jahr 1990. 1991 wurde Millar durch die Sitcom Mehr Schein als Sein auf der ganzen Welt bekannt. Sie ersetzte Shirley Stelfox. Im Jahr 1997 bis zu ihrem Tod spielte sie die Rolle der Madame Pottine im Musical Die Schöne und das Biest, das auf dem gleichnamigen Disneyklassiker von 1991 basiert. Außerdem spielte sie 1998 die Hauptrolle in dem Musical The King and I. Mary Millar betrieb auch über mehrere Jahre hindurch eine One Woman Show, An Evening with Mary Millar, in der sie über ihr Leben, ihren Glauben und ihre Arbeit sprach.

## Filmografie (Auswahl)
- 1963–1964: The Dick Emery Show (Fernsehserie, 14 Folgen)
- 1966: Aladdin and His Wonderful Lamp (Fernsehfilm)
- 1967: Titi-Pu (Fernsehfilm)
- 1968: Iolanthe (Fernsehfilm)
- 1970: Rookery Nook (Fernsehfilm)
- 1991–1995: Mehr Schein als Sein (Keeping Up Appearances, Fernsehserie, 39 Folgen)